# بنی عبدالعزیز (یمن)
بنی عبدالعزیز به عربی ( بَنی عبدالعزیز ) روستایی در دهستان کُسْمة از توابع استان رَیمه در کشور یمن در شبه جزیره عربستان است.

## جمعیت
جمعیت آن (۸۹) نفر (۹ خانوار) می‌باشد.